# Kedr Novoouralsk
Le Kedr Novoouralsk - en russe : Кедр Новоуральск - est un club de hockey sur glace de Novoouralsk dans l'oblast de Sverdlovsk en Russie. Il évolue dans la Pervaïa Liga.

## Historique
Le club est fondé en 1967 .

## Palmarès
- Aucun titre.